# Laghi (Vicenza)
Laghi é uma comuna italiana da região do Vêneto, província de Vicenza, com cerca de 127 habitantes. Estende-se por uma área de 22 km², tendo uma densidade populacional de 6 hab/km². Faz fronteira com Arsiero, Folgaria (TN), Lastebasse, Posina, Terragnolo (TN).

## Demografia
| Variação demográfica do município entre 1861 e 2011                               |
|                                                                                   |
| Fonte: Istituto Nazionale di Statistica (ISTAT) - Elaboração gráfica da Wikipedia |